# Autostrada A52 (Niemcy)
Autostrada A52 (niem. Bundesautobahn 52 (BAB 52) także Autobahn 52 (A52)) – autostrada w Niemczech przebiegająca z zachodu na północny wschód, od granicy z Holandią koło Niederkrüchten do skrzyżowania z autostradą A43 na węźle Kreuz Marl-Nord w Nadrenii Północnej-Westfalii.

## Plany
12 lutego 2007 podjęto decyzje o rozbudowie autostrady A52 do granicy z Holandią i połączeniu jej z holenderską A73 koło Roermond.
Rozważane jest poszerzenie autostrady do sześciu pasów pomiędzy skrzyżowaniem z autostradą A61 Kreuz Mönchengladbach a skrzyżowaniem z autostradą A44 Kreuz Neersen. Rozpoczęto już prace na skrzyżowaniu Kreuz Neersen.